# Armadillosuchus
Armadillosuchus é um gênero extinto de crocodilo, distinta de outros crocodilos já existentes, uma vez que além de medir cerca de 2 metros de comprimento e pesar cerca de 120 kg, tinha uma carapaça semelhante à de um tatu, vivendo num clima quente e seco na região onde hoje é o estado de São Paulo, no Brasil.